# Росс У
Кратер Росс У (лат. Rosse), не путать с кратером Росс (лат. Ross), а также с кратером Росс на Марсе, — небольшой ударный кратер в южной части Моря Нектара на видимой стороне Луны. Название присвоено в честь британско-ирландского астронома Уильяма Парсонса (лорда Росса) (1800—1867) и утверждено Международным астрономическим союзом в 1935 году.

## Описание кратера

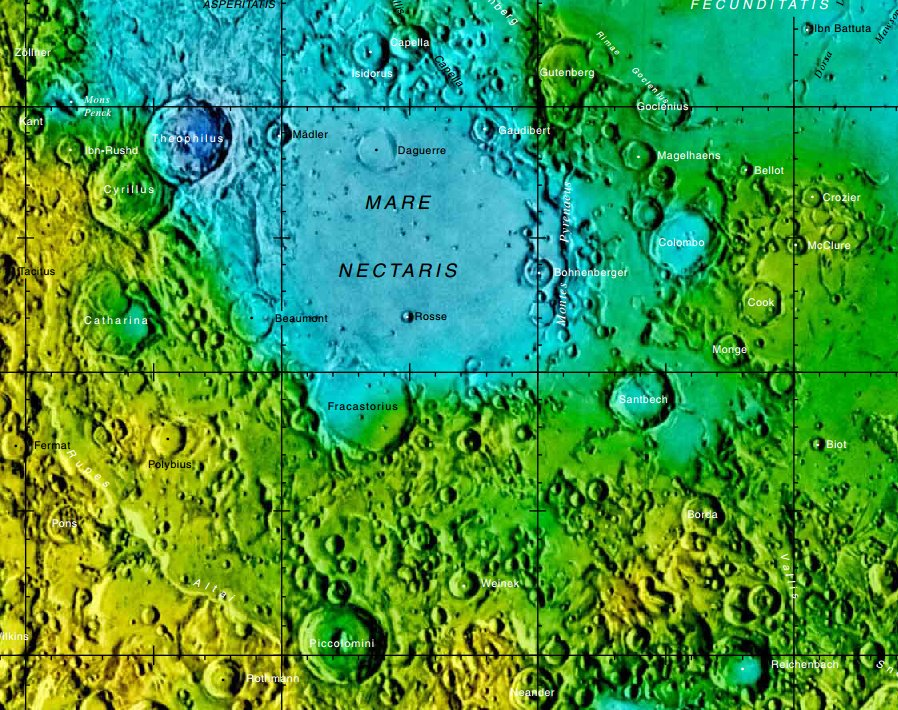
Окрестности кратера Росс У. Фрагмент карты видимой стороны Луны

Ближайшими соседями кратера Росс У являются кратер Бомон на западе; кратер Дагер на севере-северо-западе; кратер Боненбергер на востоке-северо-востоке и кратер Фракасторо на юго-западе. На северо-востоке от кратера расположены горы Пиренеи. Селенографические координаты центра кратера 17°57′ ю. ш. 34°59′ в. д. / 17,95° ю. ш. 34,98° в. д., диаметр 11,4 км, глубина 2420 м.
Кратер Росс У имеет циркулярную чашеобразную форму с небольшим участком плоского дна. Вал чётко очерчен, внутренний склон гладкий, с высоким альбедо. Высота вала над окружающей местностью достигает 410 м, объём кратера составляет приблизительно 50 км³. По морфологическим признакам кратер относится к типу BIO (по названию типичного представителя этого класса — кратера Био), включён в список кратеров с яркой системой лучей Ассоциации лунной и планетарной астрономии (ALPO) и в список кратеров с тёмными радиальными полосами на внутреннем склоне Ассоциации лунной и планетарной астрономии (ALPO).

## Сателлитные кратеры

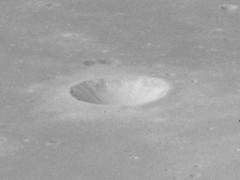
Снимок кратера с борта Аполлона-16

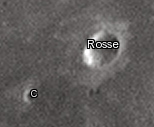
Снимок Девида Кемпбелла

| Росс У | Координаты                                            | Диаметр, км |
| ------ | ----------------------------------------------------- | ----------- |
| C      | 18°33′ ю. ш. 34°26′ в. д. / 18,55° ю. ш. 34,43° в. д. | 3,9         |